# Босанова
Босано́ва (трапляється також босса-нова, порт. bossa nova) — стильовий напрямок у джазі, що виник на початку 1960-х років під впливом кул-джаз на бразильську народну музику, зокрема самбу. Піонерами напрямку вважаються бразильські музиканти Антоніу Карлус Жобін (Antonio Carlos Jobim) та Жуан Жілберту (João Gilberto).
Із Жобіном, як «гуру», нова босса-нова швидко завоювала популярність серед молодих музикантів та отримала своїх фанатів, здебільшого молоді, а пізніше й людей різного віку й уподобань.

## Витоки та історія
Музика походить від самби але складніша в гармонічному відношенні та менш ударна. Вплив на босса-нову північноамериканських джазових стилів, таких як кул-джаз, є предметом дискусій серед істориків та прихильників, але очевидне «відчуття прохолоди» властиве також кул-джазу.
Першим твором босанови вважають пісню «Chega de Saudade», написану Антоніу Карлусом Жобіном, що була презентована 1958 року як окремий сингл, а незабаром вийшла в альбомі Жуана Жілберту, що мав ту ж саму назву, що й пісня (1959).
Після презентації альбому Жілберту, а також фільму «Чорний Орфей» (1959), босанова отримала поширення й у інших країнах Латинської Америки, а згодом потрапила і до Північної Америки через американських джазових музикантів. В 1963 жанр Босанови пережив справжній бум, надзвичайною популярністю користувалися записи дуету Жуана Жілберту й Стена Гетца, а також інших знаменитих джазових виконавців, таких як Елла Фіцджеральд і Френк Сінатра та інші.

## Інструменти
Босанова звичайно виконується на класичній гітарі з нейлоновими струнами, (грають пальцями, без медіатора). В найпростішому випадку босанова може виконуватись дуетом — гітаристом та вокалістом, як приклад — дует Антоніу Карлус Жобін та Жуан Жілберту. Гітара завжди несе на собі головну ритмічну функцію. .
Іншим, хоча й менш важливим ніж гітара, інструментом є фортепіано — Жобін писав для фортепіано і використав цей інструмент в більшості власних записів. Фортепіано також слугувало своєрідним стилістичним мостом між босановою та джазом.
Барабани і ударні не мають важливого значення. Проте, існує характерний для босанови барабанний стиль, що характеризується безперервними вісімками на хай-хеті (імітація бубону самби) і грою по обідку.
Соковитий оркестровий супровід асоціюється з американським образом босанови. Він зустрічається в багатьох записах Жобіна, але загалом для босанови не характерний.

## Структура
Босанова містить в своїй основі ритм, що спирається на самбу. Самба поєднує ритмічні елементи та відчуття, що походить від колишніх Африканських рабських суспільств з елементами європейської маршової музики. Акцент самби на першу долю характерний і для босанови (часто нотується в розмірі 2/4). При грі на гітарі, великий палець грає бас на 1 і 3 долі, тоді як іншими пальцями граються акорди на першу і другу, затриманою на третю долі. За висловом композитора Carlos Lyra, ритм самби хитається зі «сторони в сторону», тоді як джазовий ритм хитається «то взад, то вперед».
Спрощений приклад:

В гармонічному відношенні, босанова має багато спільного з джазом, особливо щодо використання септими та політерцієвих акордів. Перша пісня босанова, «Chega de Saudade», позичила декілька структурних елементів у Хоро (choro); проте, новіші твори рідко слідували за цією формою. Жобім часто використовував заперечування, майже дисонуючі лінії мелодій, найкраще відомі в «Desafinado» або «Off-Key».
У ранніх записах босанови, у по-своєму ліричному настрої та довжині композицій (зазвичай дві до чотирьох хвилин), близький до «популярної музики». Проте, типова структура дещо відрізняється від європейської та Північно-американської, заснованої на стандартному форматі музики двох строф (англ. verse), завершених бриджем (англ. bridge), та завершальна строфа; пісні Босанова зазвичай мають не більше двох строф, і майже ніколи не містить бриджу.
Деякі з ранніх записів Жілберту тривали менш ніж дві хвилини, а деякі мали єдину строфу, яка просто повторювалась.

## Походження терміна
Власне Bossa nova буквально означає «новий bossa». Проте, слово «bossa», безпосередньо, часто використовували музиканти до записів «Chega De Saudade». У Бразилії, коли хто-небудь робить що-небудь з «bossa» (com bossa), означало (і значить досі), що щось виконується з особливою чарівливістю і принадністю.
В кінці п'ятдесятих — на початку шестидесятих термін bossa nova вживався винятково дітьми для позначення чогось нового взагалі або нового стилю, однак коли пісня Juca Chaves'а «Presidente Bossa Nova» стала хітом на радіо, термін став отримав широке використання. Таким чином з появою нового стилю виконання Самби, з'являється поняття Samba Bossa Nova, а згодом — спрощено, Bossa Nova.

## Музичні приклади
- The Girl from ipanema в різних виконаннях, архів.

Босса-нова. М. Петренко
- Партитура для оркестру і голоси

Весенняя капель. Босанова. Ю. Саульський
- Партитура для оркестру

- Samba de Uma Nota Só

## Послухати в мережі
- jazz radio - bossa nova [Архівовано 2 січня 2011 у Wayback Machine.]